# The Speakeasy
The Speakeasy is het derde studioalbum van de Amerikaanse poppunkband Smoke or Fire. Het album is tevens het derde studioalbum dat de band via het label Fat Wreck Chords liet uitgeven en werd uitgegeven op 9 november 2010. Eerder dat jaar, op 16 maart 2010, werd de single "Prehistoric Knife Fight" uitgegeven. Een van de twee nummers op deze single, namelijk "Speak Easy", is opnieuw opgenomen voor dit album onder de titel "The Speakeasy".

## Nummers
1. "Integrity" - 2:15
2. "Monsters Among Us" - 3:09
3. "1968" - 2:52
4. "Sleep Walking" - 2:54
5. "Neon Light" - 3:29
6. "Hope and Anchor" - 2:08
7. "Honey, I Was Right About the War" - 2:01
8. "Porch Wine" - 2:19
9. "Everything Falls Apart" - 2:39
10. "Expatriate" - 3:08
11. "The Speakeasy" - 2:06
12. "Shotgun" - 2:26
13. "Utah" - 2:21

## Band
- Justin Burdick - basgitaar
- Ryan Parrish - drums
- Jeremy Cochran - gitaar
- Joe McMahon - zang, gitaar